# Tom Sneva
Thomas (Tom) E. Sneva, dit The Gas Man, né le 1er juin 1948 à Spokane (Washington), est un pilote automobile américain vainqueur de l'Indy 500.

## Biographie

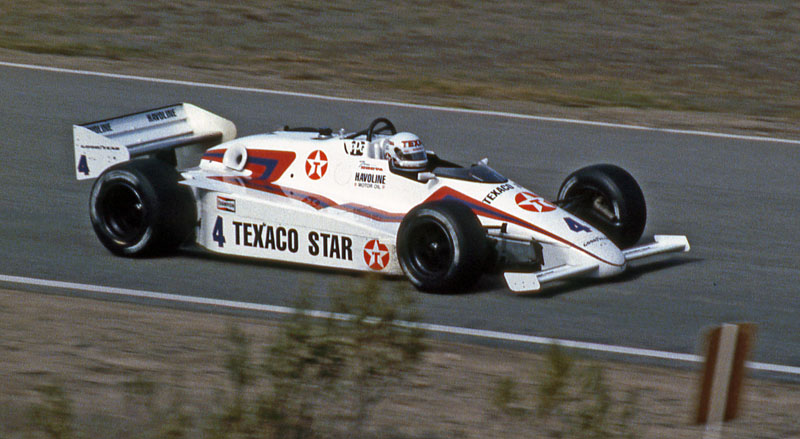
Sneva à Laguna Seca en 1984, sur March 84C.

Sa carrière en compétition automobile s'inscrivit à compter de 1971 en USAC, après un premier parcours de professeur de mathématiques.
En 1984 il dépasse le seuil des 210 mph (338 km/h) à l'Indy 500, mais il peut également être crédité dans cette course de 7 accidents, dont une série de 4 consécutifs entre 1985 et 1988.
Il a remporté 13 victoires entre 1975 et 1984, en American Championship car racing, entre USAC et CART series.
Il a également disputé 8 courses de NASCAR Cup Series entre 1977 et 1987, et a participé 5 fois l'IROC entre 1978 et 1985.
Sa dernière apparition en compétition eut lieu en 1992 lors de l'Indy 500, devenant par la suite commentateur sportif dans l'émission Wide World of Sports d'ABC television.
Il habite désormais dans l'Arizona à Paradise Valley, où il s'adonne résolument au golf.

## Titres
- USAC National Championship (en): 1977 (en), 1978 (en) et 1982-83 (en);
  - vice-champion USAC en 1980;
  - vice-champion CART PPG en 1984;
  - 3e CART PPG en 1980 (4e en 1983).

## Principales victoires et résultats en championnat

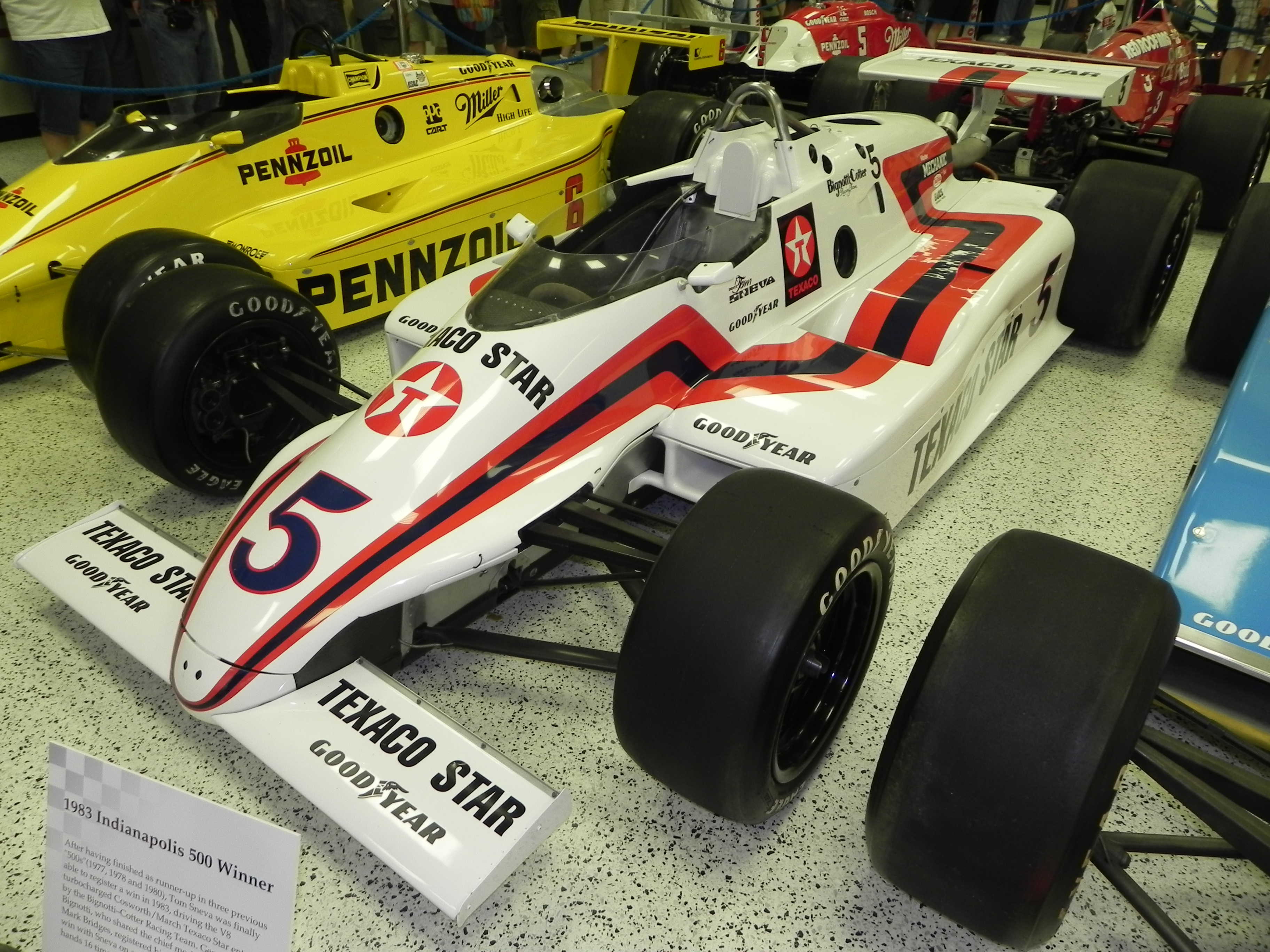
La March-Cosworth de Sneva à l'Indy 500 en 1983 (IMS Hall of Fame Museum).

### Indianapolis 500
- Victoire lors de l'édition 1983, sur March-Ford du team Bignotti-Cotter Racing;
- Pole positions: 1977 (record à 322,730 km/h), 1978 et 1984 (record à 339,071 km/h)
  - 4 podiums, dont trois deuxièmes places (l'une -1982- en étant parti de la dernière position sur la grille de départ);
  - 5 fois dans les cinq premiers;
  - 18 participations entre 1974 et 1992, dont 17 consécutives;
  - son chef mécanicien  George Bignotti remporte en 1984 une 7e victoire dans la course (record).

### 4 victoiresUSAC
(93 courses et 10 poles, essentiellement entre 1973 et 1978)
- 1975: Michigan Grand Prix;
- 1977: Texas Grand Prix à College Station et Schaefer 500 à Pocono;
- 1983: Indy 500;

### 10 victoiresCART
(128 courses et 28 podiums, essentiellement entre 1979 et 1989)
- 1980: XT Satellite Radio Indy 200 (Poenix);
- 1981: Milwaukee IndyFest et XT Satellite Radio Indy 200;
- 1982: Milwaukee IndyFest et XT Satellite Radio Indy 200;
- 1983: Indy 500 et Milwaukee IndyFest;
- 1984: XT Satellite Radio Indy 200,  Milwaukee IndyFest et Caesars Palace Grand Prix.

## Distinction
- Motorsports Hall of Fame of America en 2005.